# Cantón de Santa Ana (Vitoria)
El cantón de Santa Ana es una vía pública de la ciudad española de Vitoria.

## Descripción
La vía discurre desde la calle de las Escuelas, donde conecta con la de Gasteiz, hasta la de San Vicente de Paúl. Tiene cruces con la calle de la Cuchillería y con la de la Pintorería. El cantón, que recibió el título actual en octubre de 1887, aparece descrito en la Guía de Vitoria (1901) de José Colá y Goiti con las siguientes palabras:

Cantón de Santa Ana.—Se le dió este título, que es el primitivo, en 12 de octubre de 1887. Comienza en la calle de las Escuelas y termina en la Nueva dentro.
(Colá y Goiti, 1901, p. 57)

El nombre hace referencia a santa Ana, madre de María y abuela de Jesús de Nazaret.